# Birsteinius krivolutskyi
Birsteinius krivolutskyi är en kvalsterart som beskrevs av Rjabinin 1979. Birsteinius krivolutskyi ingår i släktet Birsteinius och familjen Liacaridae. Inga underarter finns listade.